# Francisco Lezcano
Francisco Lezcano, även känd under det spanska namnet El Niño de Vallecas, är en porträttmålning av den spanske barockkonstnären Diego Velázquez. Den utfördes med oljefärg på duk omkring 1638 och ingår sedan 1819 i samlingarna på Pradomuseet i Madrid.
Porträttet skildrar Francisco Lezcano som kom från Baskien och led av akondroplasi. Han tillhörde Filip IV:s hov från senast 1634 och fram till sin död 1649. Velázquez var den ledande konstnären vid Filip IV:s hov och porträtterade regelbundet den kungliga familjens medlemmar, men även andra som ingick i hovet inklusive ett antal hovnarrar. Sedan medeltiden var det brukligt att anställa dvärgar som hovnarrar vid europeiska hov; Filip IV:s favoritdvärg hette Sebastiano de Morra. Att dvärgarna hade mänskliga känslor var det sällan någon som brydde sig om, och de fick utstå hovmännens skämt och förolämpningar. Kungen brukade välja namn på sina narrar och gav de ofta överdrivna titlar för att göra sig lustig över dem. Velázquez skildrar dock Lezcano inkännande och med realism.
Den första dokumenteringen av målningen är från 1701 då var den utställd i Torre de la Parada(en), en kunglig jaktstuga belägen i skogsområdet Monte de El Pardo utanför Madrid. Jaktstugan uppfördes samtidigt som Velázquez målade sitt porträtt av Lezcano. Man kan anta att porträttet utfördes för att hängas upp där med tanke på att målningens bakgrund skildrar samma trakt; intill Lezcanos vänstra armbåge syns konturen av berget Abantos. Ytterligare två av Velázquez porträtt av hovnarrar förvarades i jaktstugan vid inventeringen 1701, Narren Calabacillas och Narr med böcker. I den senare syns berget La Maliciosa i bakgrunden. Alla tre målningarna är idag utställda på Pradomuseet.

## Velázquez porträtt av Filip IV:s hovnarrar

Porträtt av narren Calabazas (1631–1632), Cleveland Museum of Art.
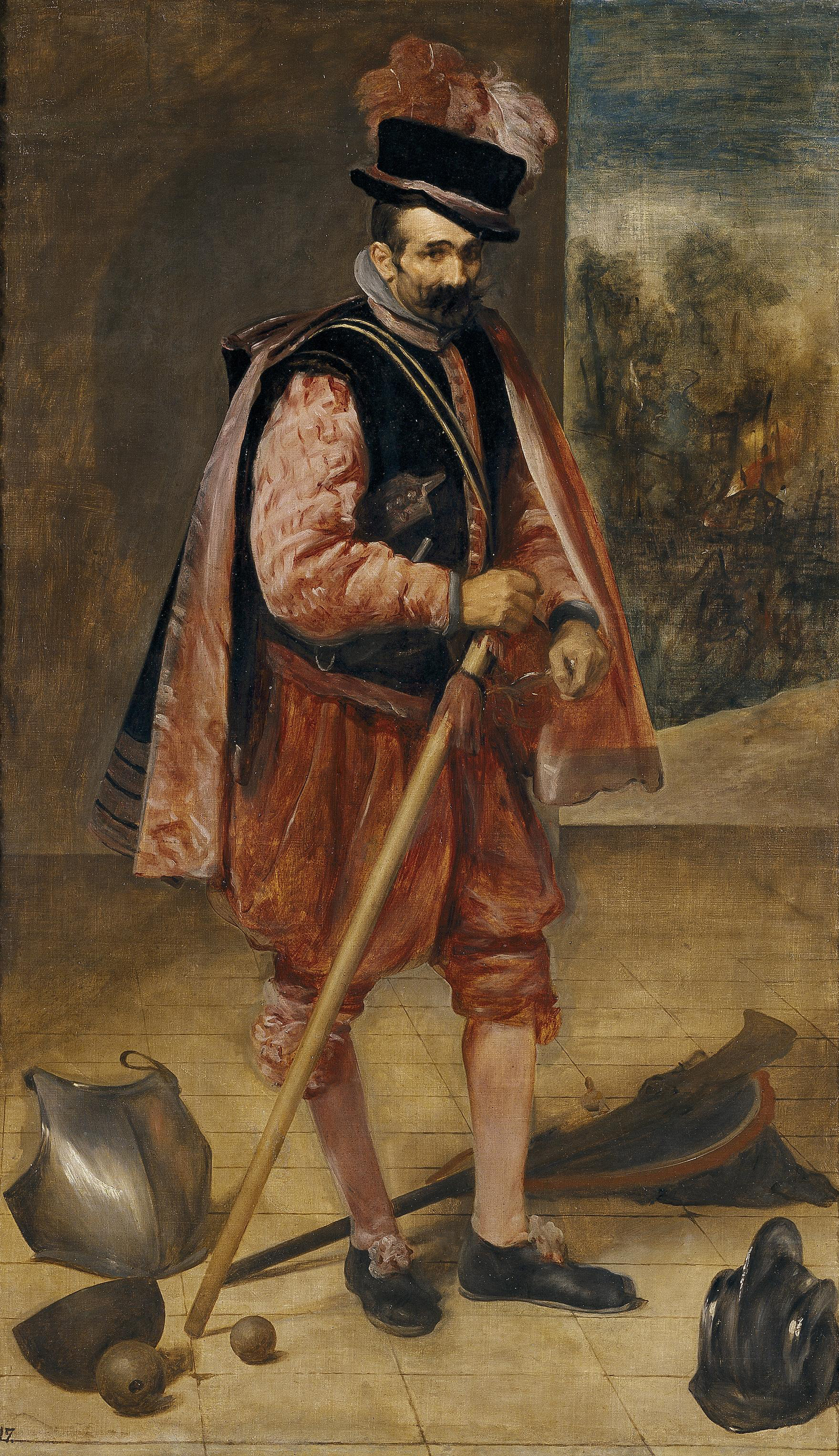
Narren Juan de Austria (1632), Pradomuseet.
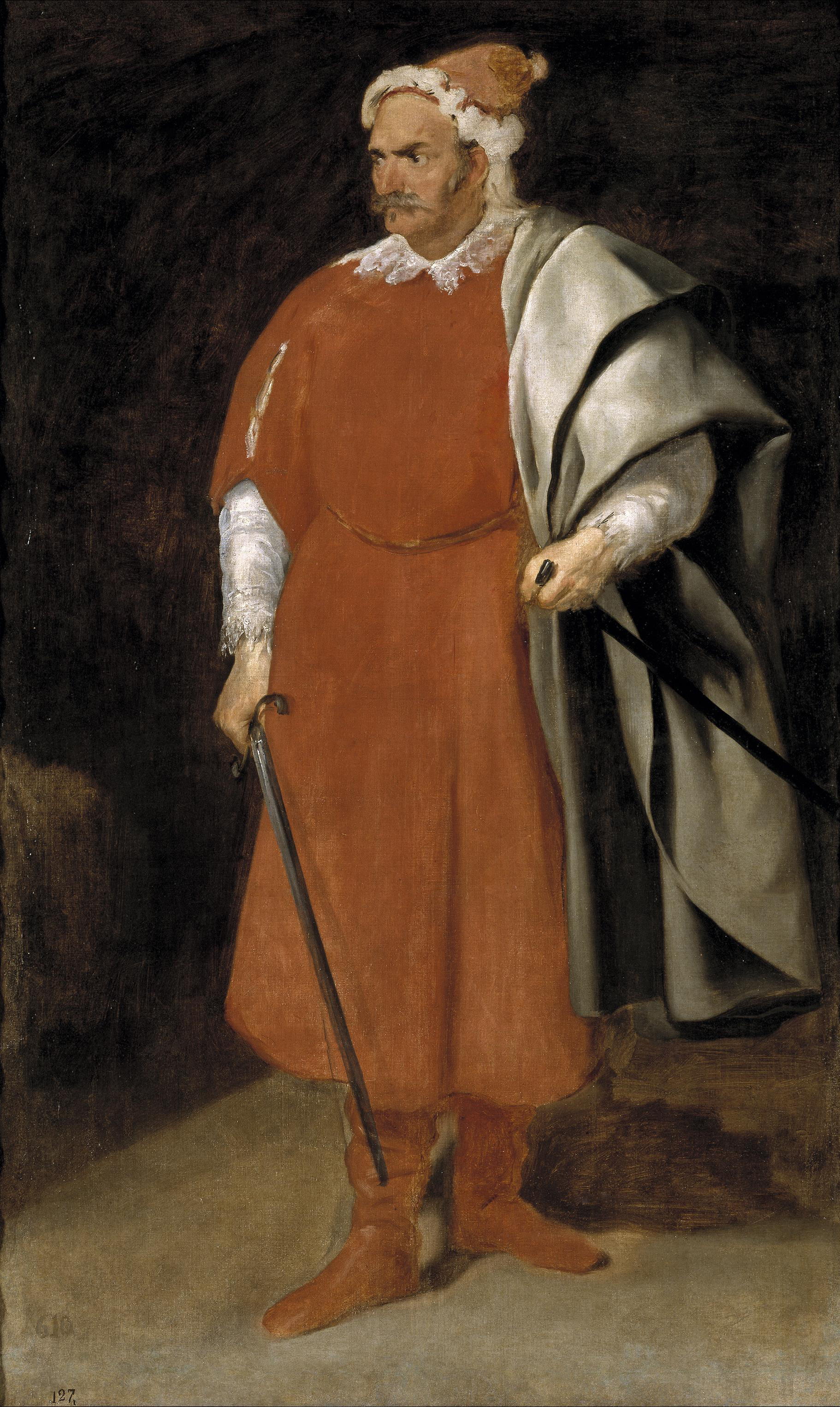
Narren Barbarroja, Cristóbal de Castañeda y Pernia (1633), Pradomuseet.
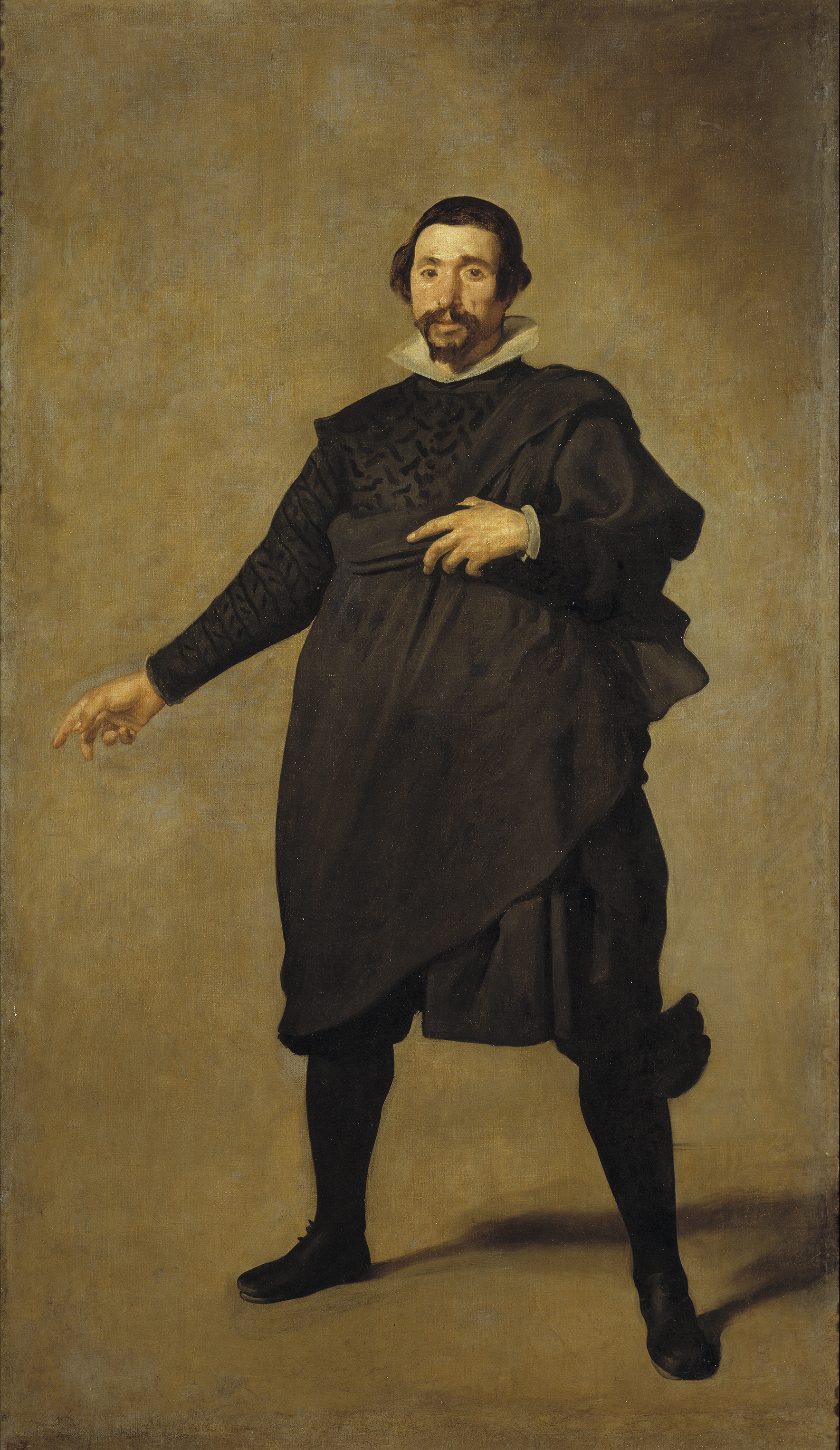
Pablo de Valladolid (cirka 1635), Pradomuseet.
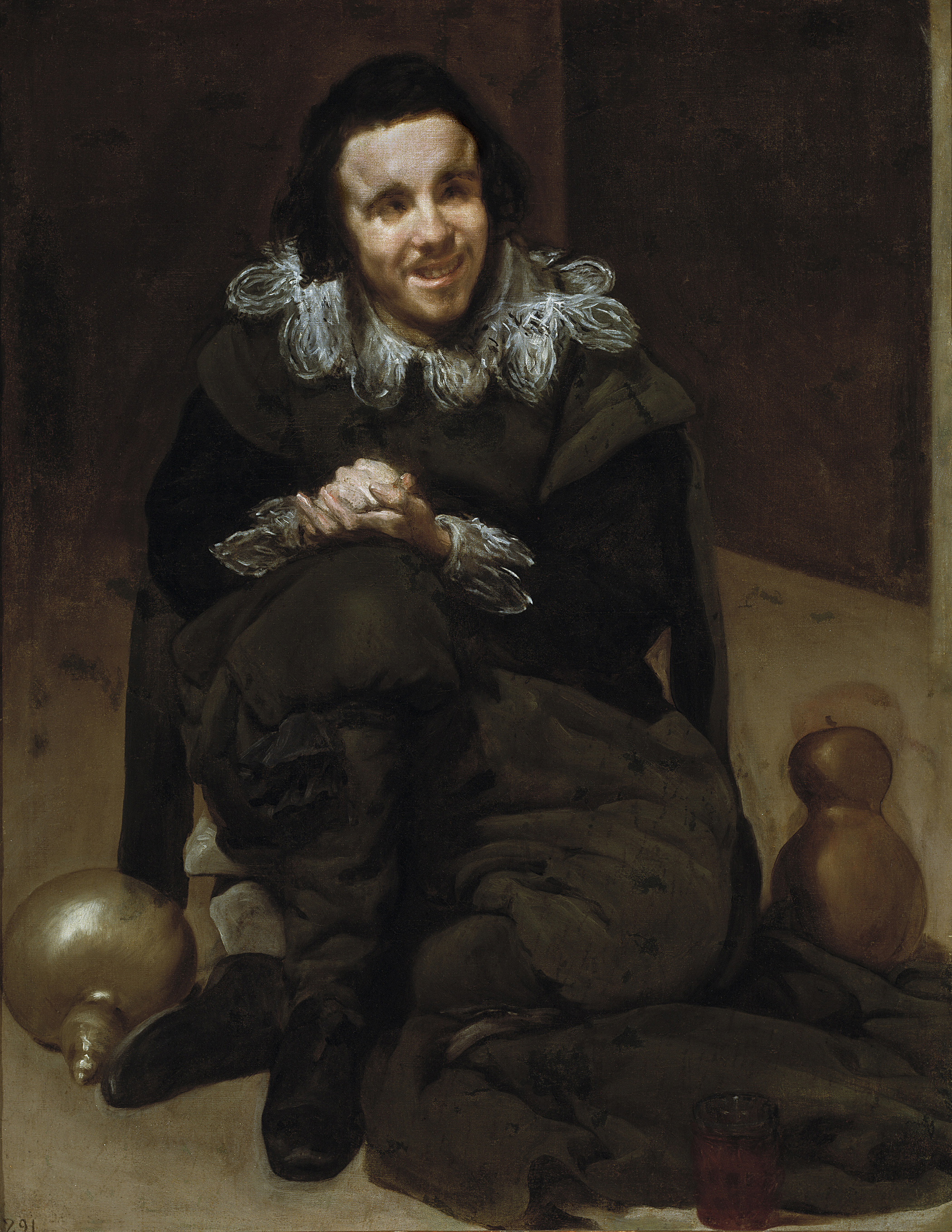
Narren Calabacillas (1635–1639), Pradomuseet.
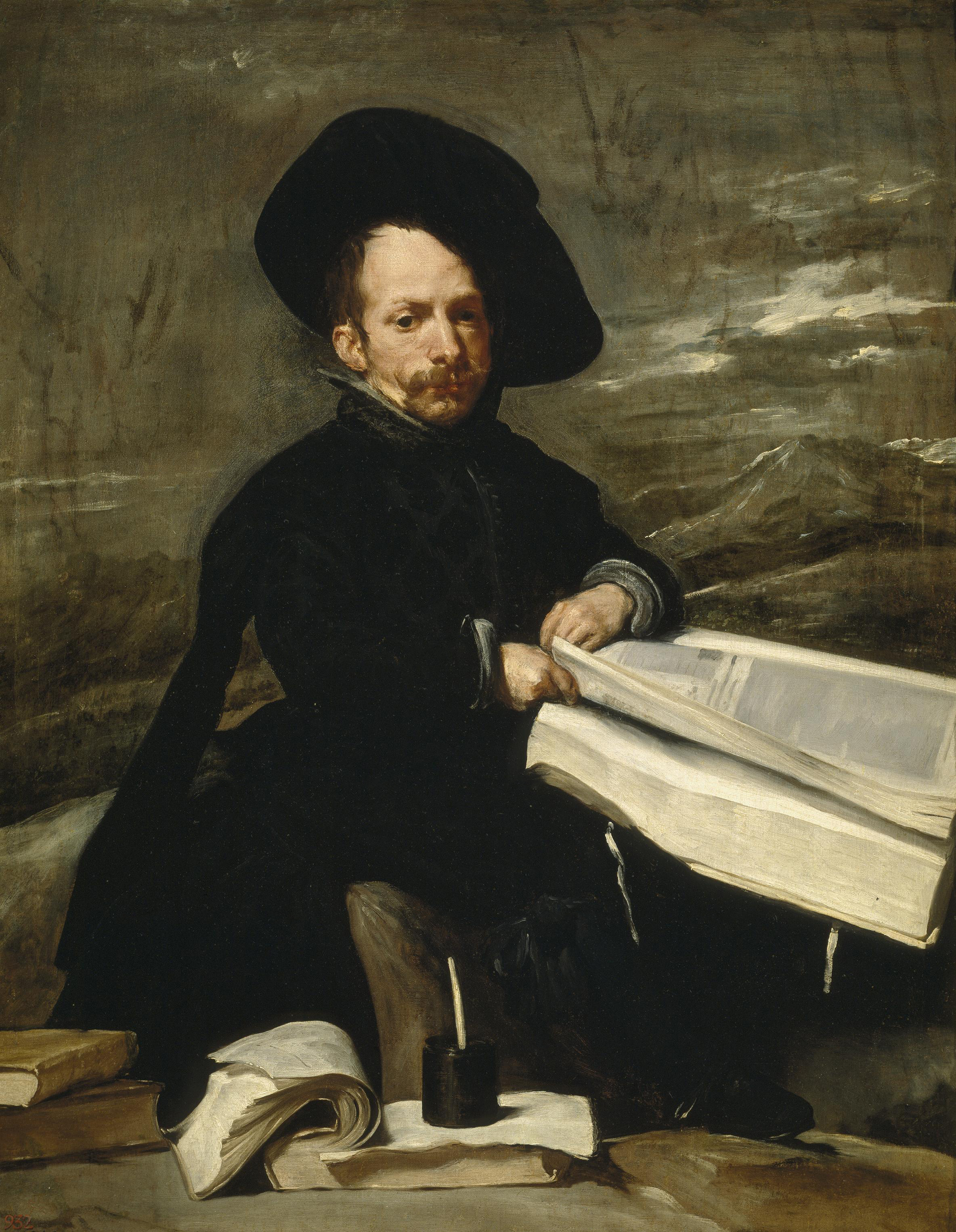
Narr med böcker (cirka 1640), Pradomuseet.
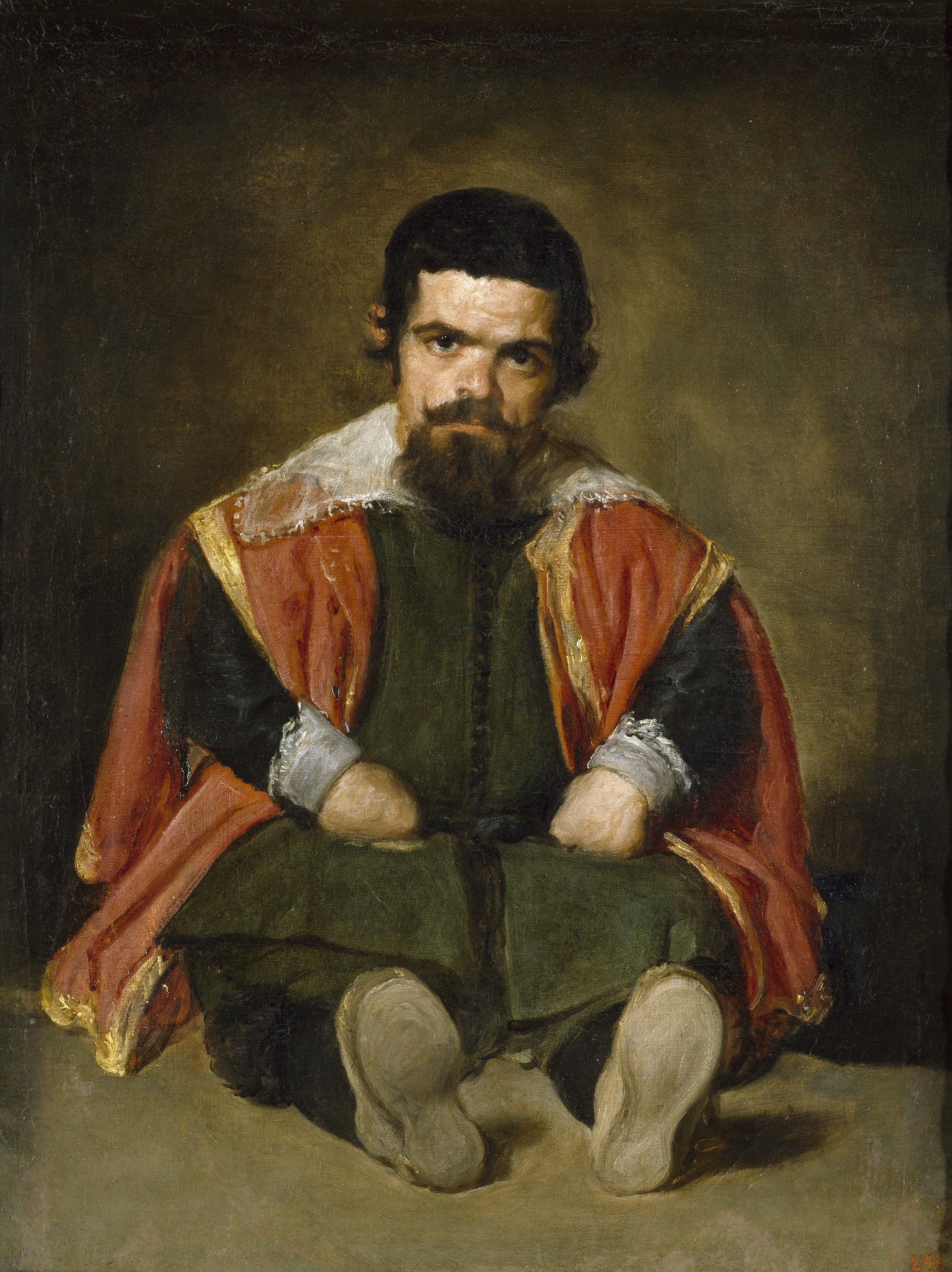
Narren El Primo (Sebastián de Morra) (1644), Pradomuseet.